# Apple vs Samsung Electronics
Apple vs Samsung Electronic est une longue série de procès entre Apple et Samsung Electronics concernant la conception de smartphones et de tablettes tactiles ; à elles deux, les sociétés fabriquent plus de la moitié des smartphones vendus dans le monde en juillet 2012. Au printemps 2011, Apple entame des poursuites contre Samsung pour violation de brevet, alors que la firme américaine et Motorola Mobility sont engagés dans une bataille de brevets technologiques sur plusieurs fronts. En août 2011, Apple et Samsung plaident 19 affaires en cours dans neuf pays ; en octobre, les litiges juridiques s'étendent dans dix pays. En juillet 2012, les deux entreprises sont impliquées dans 50 litiges dans le monde entier, réclamant des milliards de dollars de dommages et intérêts. Alors qu'Apple remporte un procès en sa faveur aux États-Unis, Samsung gagne des procès en Corée du Sud, au Japon et au Royaume-Uni.  Le 4 juin 2013, Samsung obtient une interdiction limitée de vente de certains produits, de la part de la Commission américaine du commerce international, après avoir conclu qu'Apple a violé un brevet de Samsung. 
Le 6 décembre 2016, la Cour suprême des États-Unis décide d'annuler la décision du premier procès, accordée avec près de 400 millions de dollars à Apple et revoie l'affaire devant la cour fédérale pour définir la norme juridique appropriée d'article de fabrication car ce n'est pas le smartphone lui-même mais la coque et l'écran auxquels les brevets de conception se rapportent. 